# Ingwe (gmina)
Ingwe – gmina w Republice Południowej Afryki, w prowincji KwaZulu-Natal, w dystrykcie Sisonke. Siedzibą administracyjną gminy jest Creighton.